# Elianne García
Elianne García (Sevilla, 1953) es una vedette retirada española.

## Vida y carrera
Elianne García nació en Sevilla en 1953, pero se mudó a una temprana edad a Madrid junto a su familia. Creció en el contexto social de la dictadura franquista y, tras ser víctima de numerosas persecuciones policiales debido a su identidad de mujer trans, se mudó a Barcelona en 1973.
Al poco tiempo de mudarse a Barcelona comenzó a actuar allí como vedette, debutando en la sala Whisky Twist y actuando en el mítico Barcelona de Noche, al mismo tiempo que iniciaba su transición de género.
En 1980 se mudó de nuevo a Madrid, donde comenzó a actuar como artista fija en el Gay Club, interpretando el espectáculo Burbujas Gay junto a Pierrot, y realizó también espectáculos como «Libérate», «Todo corazón» y «Locas de amor». En 1981 apareció en la película documental Gay Club, dirigida por Tito Fernández, y en 1982 fue entrevistada por la revista Interviú, donde narraba los casos de brutalidad policial que aún vivía entonces. A lo largo de esta década actuó en numerosas salas de fiesta de Madrid, y encabezó largas temporadas en los espectáculos de los cabarets de Valencia, Murcia y Benidorm.
En la década de los 90 abandonó el mundo del espectáculo y se vio obligada a detransicionar por motivos familiares y personales.

## Legado
Elianne se ha convertido a través de sus testimonios en una figura clave para comprender la realidad de las personas transgénero durante la dictadura franquista. Hasta en cuatro ocasiones fue encarcelada en la Cárcel de Carabanchel en aplicación de la Ley sobre peligrosidad y rehabilitación social.
En 2010 denunció públicamente que el gobierno estaba negando tanto a ella como a muchas otras personas las indemnizaciones públicas aprobadas para las personas LGBT represaliadas por el franquismo, alegando desconocer las causas de sus detenciones, pese haber sido detenida hasta seis veces por su condición de transexual. Así mismo afirmó que era el propio ministerio de Interior quien disponía de todos los documentos necesarios para acceder a estas indemnizaciones, pero se negaban a dar acceso a estos.